# Едгар Кодд
Едгар Франк «Тед» Кодд (23 серпня 1923 — 18 квітня 2003) — британський інформатик, який, працюючи у IBM, винайшов, окрім іншого, реляційну модель даних, теоретичну основу для реляційних баз даних.

## Біографія
Едгар Франк Кодд народився на острові Портленд в Англії. Після закінчення школи грамоти Пул, він вивчав математику та хімію у коледжі Екзетер у Оксфорді. Протягом Другої світової він служив пілотом у королівських військово-повітряних силах. У 1948-му він переїхав до Нью-Йорку для роботи в IBM математичним програмістом. У 1953-му через незадоволення сенатором Джозефом Маккарті Кодд переїхав до Оттави, Канада. Десятиліттям пізніше він повернувся до Сполучених Штатів і захистив свою докторську роботу з комп'ютерних наук в університеті Мічигану в Енн-Арбор. Через два роки він переїхав до Сан-Хосе, щоб працювати в дослідницькому центрі IBM, де він працював до 1980-х. У 1990-х його здоров'я погіршилось і він припинив роботу.
Кодд отримав премію Тюрінга у 1981-у, і у 1994-у він був прийнятий у члени Асоціації обчислювальної техніки.
Кодд помер через серцеву недостатність вдома на острові Вільямс у Флориді у віці 79 років 18 квітня 2003-ого року.

## Робота
У 1960 та 1970 роках Едгар Кодд працював над теоріями організації даних, написавши у 1970 році наукову працю під назвою «Реляційна модель даних для великих спільних банків даних» (англ. "A Relational Model of Data for Large Shared Data Banks"). На його розчарування IBM дуже повільно розробляла його пропозиції, аж поки конкуруючі компанії не почали їх реалізовувати.
Спочатку IBM відмовлявся реалізовувати його реляційну модель для того, щоб зберегти доходи від IMS/DB. Тоді Кодд показав клієнтам IBM весь потенціал його моделі, і вони почали тиснути на IBM. Внаслідок цього компанія IBM включила в її проєкт Future Systems підпроєкт System R, але задіяла розробників, які не були добре знайомі з ідеями Кодда, та ізолювала цю команду від Кодда. Як результат, вони не використовували власну мову Кодда Alpha, а створили власну нереляційну SEQUEL. Проте все ж SEQUEL була просто чудовою для перед-реляційних систем, що вона була використана як зразок Ларрі Еллісоном у його базі даних Oracle, яка досягла ринку швидше за SQL/DS — і через пропрієтарний статус оригінальний назви, SEQUEL було перейменовано на SQL.
Едгар Кодд продовжував розробляти і розширювати свою реляційну модель, інколи у співпраці з Крісом Дейтом. Одна з нормальних форм, нормальна форма Бойса-Кодда, названа на його честь.
Теорема Кодда, результат перевірений в його роботі про реляційну модель, прирівнює можливості реляційної алгебри та реляційного числення (яке в свою чергу еквівалентне до логіки першого порядку).
Коли реляційна модель ставала популярною на початку 1980их, Кодд почав кампанію проти невірного вживання терміну виробниками баз даних, які часто для показності додавали приставку «реляційний» до старих технологій. Як частину цієї кампанії, він опублікував свої 12 правил для визначення, що ж являє собою реляційну базу даних. Це ускладнило його позицію в IBM, тож він залишив її для створення власної консалтингової компанії разом з Крісом Дейтом та іншими.
Едгар Кодд придумав термін OLAP і написав дванадцять законів аналітичної онлайн-обробки. Проте, спалахнув скандал, коли з'ясувалося, що його стаття містила кофлік інтересів на користь виробника програмного забезпечення.
Кодд також зробив внесок в області клітинних автоматів.
У 2004-му SIGMOD перейменули свою найвищу нагороду на Премія SIGMOD Едгара Кодда за інновації, для вшанування його пам'яті.

## Публікації
- Codd, E.F. (1970). A Relational Model of Data for Large Shared Data Banks (PDF). Communications of the ACM. 13 (6): 377—387. doi:10.1145/362384.362685. Архів оригіналу (PDF) за 9 серпня 2019. Процитовано 5 січня 2011.
- Codd, E.F. (1970). Relational Completeness of Data Base Sublanguages. Database Systems: 65—98. Архів оригіналу за 15 жовтня 2012. Процитовано 5 січня 2011.
- Codd, E.F. (1990). The Relational Model for Database Management (вид. Version 2). Addison Wesley Publishing Company. ISBN 0-201-14192-2.
- Codd, E.F.; Codd S.B. and Salley C.T. (1993). Providing OLAP to User-Analysts: An IT Mandate (PDF). Архів оригіналу (PDF) за 28 листопада 2007. Процитовано 5 січня 2011.
- Codd, E.F. (9 листопада 1981). 1981 Turing Award Lecture - Relational Database: A Practical Foundation for Productivity (PDF). Архів оригіналу (PDF) за 27 серпня 2011. Процитовано 5 січня 2011.